# Maheshtala
Maheshtala è una suddivisione dell'India, classificata come municipality, di 389.214 abitanti, situata nel distretto dei 24 Pargana Sud, nello stato federato del Bengala Occidentale. In base al numero di abitanti la città rientra nella classe I (da 100.000 persone in su).

## Geografia fisica
La città è situata a 22° 30' 31 N e 88° 15' 12 E.

## Società

### Evoluzione demografica
Al censimento del 2001 la popolazione di Maheshtala assommava a 389.214 persone, delle quali 204.734 maschi e 184.480 femmine. I bambini di età inferiore o uguale ai sei anni assommavano a 43.839, dei quali 22.318 maschi e 21.521 femmine. Infine, coloro che erano in grado di saper almeno leggere e scrivere erano 266.671, dei quali 151.001 maschi e 115.670 femmine.